# Léon Théodor
Louis Léon Théodor (Tienen, 20 maart 1853 - Brussel, 19 juni 1934) was een Belgisch volksvertegenwoordiger en minister voor de Katholieke Partij.

## Levensloop
Théodor promoveerde tot doctor in de rechten (1876) aan de universiteit van Gent. Hij vestigde zich als advocaat aan de balie van Brussel, waar hij ook stafhouder werd. Tijdens de Eerste Wereldoorlog verdedigde hij de onafhankelijkheid van de advocaten ten overstaan van de bezetter. Op 6 september 1915 werd hij door de Duitsers gedeporteerd. Hij werd op 21 maart 1916 vrijgelaten, maar met het absolute verbod nog het Belgische grondgebied te betreden. 
Hij werd medestichter van de Fédération des Nationaux Indépendants. Van 1894 tot 1900 was hij onafhankelijk volksvertegenwoordiger voor het arrondissement Brussel. Van 1910 tot 1919 was hij volksvertegenwoordiger voor hetzelfde arrondissement maar ditmaal voor de Katholieke Partij in het arrondissement Brussel. 
Théodor was van 13 mei tot 17 juni 1925, als extra-parlementair, minister van Justitie en minister van kunsten en wetenschappen in de ultrakorte regering Aloys Van de Vyvere.

## Publicaties
- La réforme électorale, Brussel, 1899.
- Lettres et plaidoiries du bâtonnier de l'ordre des avocats près la Cour d'appel de Bruxelles, 1914.
- Lettre de M. Théodor, bâtonnier de l'Ordre des avocats, député de Bruxelles, à son Excellence M. von Bissing, colonel général, gouverneur allemand de la Belgique, 17 février 1915, 1915.